# Eleições estaduais em Santa Catarina em 1965
As eleições estaduais em Santa Catarina em 1965 aconteceram em 3 de outubro como parte das eleições gerais em onze estados cujos governadores exerciam um mandato de cinco anos, embora o pleito em Alagoas não tenha sido validado por razões legais.
Nascido em Palhoça, o advogado Ivo Silveira formou-se em 1945 pela Universidade Federal de Santa Catarina. Antes de graduar-se atuou como contador da prefeitura de Palhoça e promotor de justiça adjunto. Fundador do PSD, em 1946 foi nomeado sucessivamente prefeito de Palhoça, delegado adjunto da Ordem Política e Social e consultor jurídico do Departamento das Municipalidades. Venceu a eleição para prefeito de Palhoça em 1947, elegendo-se deputado estadual em 1950, 1954, 1958 e 1962, chegando a presidente da Assembleia Legislativa durante o governo Celso Ramos. Em 1965 foi eleito governador de Santa Catarina, cumprindo um mandato de cinco anos já sob as regras do Regime Militar de 1964, cujos apoiadores formariam a ARENA.

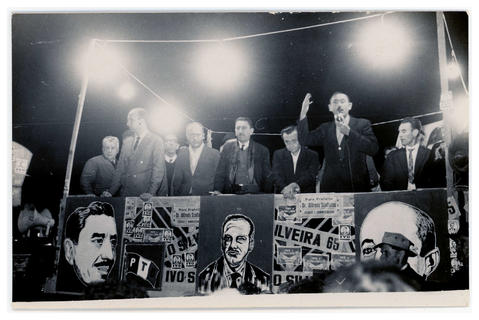
Comício da campanha de Ivo Silveira (PSD).

Natural de Porto Alegre, o médico Francisco Dall'Igna formou-se em 1954 pela Universidade Federal do Rio Grande do Sul e dentre seus trabalhos profissionais destacam-se sua passagem na comissão técnica do Esporte Clube Cruzeiro em Cachoeirinha a partir de 1953. Ao mudar para Santa Catarina trabalhou no Serviço à Assistência Médica Domiciliar de Urgência (SAMDU) em Brusque. Em 1962 foi eleito deputado estadual e em 1965 elegeu-se vice-governador de Santa Catarina, sempre via PTB, contudo teve o mandato cassado pelo Ato Institucional Número Dois em 19 de julho de 1966.
Em termos políticos, a cassação de Francisco Dall'Igna serviu para assentar na ARENA os interesses antagônicos e a intensa rivalidade entre as famílias Ramos e Konder-Bornhausen, vigentes desde a Revolução de 1930. Aliados de Getúlio Vargas, os Ramos controlavam o PSD enquanto seus rivais pertenciam à UDN e combatiam o Estado Novo. Forçados pelo Regime Militar de 1964, os clãs fizeram um acordo onde Celso Ramos foi eleito senador em 1966 e Jorge Bornhausen foi eleito vice-governador em 9 de março de 1967. Para que isso ocorresse, emendaram a constituição estadual, reduzindo para 25 anos a idade mínima para o cargo. Natural do Rio de Janeiro, Jorge Bornhausen formou-se advogado na Pontifícia Universidade Católica do Rio de Janeiro em 1960 e tem especialização pela Universidade de Paris e pela Fundação Getúlio Vargas. Neto de Adolfo Konder e filho de Irineu Bornhausen, trabalhou em Blumenau e depois nas empresas da família, em Florianópolis.

## Resultado da eleição para governador
Foram apurados 633.570 votos nominais (97,27%), 7.803 votos em branco (1,20%) e 9.947 votos nulos (1,53%), resultando no comparecimento de 651.320 eleitores.
| Candidatos a governador do estado | Candidatos a vice-governador | Número | Coligação                             | Votação | Percentual |
| --------------------------------- | ---------------------------- | ------ | ------------------------------------- | ------- | ---------- |
| Ivo Silveira PSD                  | Francisco Dall'Igna PTB      | -      | Aliança Social Trabalhista (PSD, PTB) | 328.480 | 51,85%     |
| Antônio Carlos Konder Reis UDN    | Laerte Vieira UDN            | -      | UDN (sem coligação)                   | 305.090 | 48,15%     |
| Fonte:                            |                              |        |                                       |         |            |

## Resultado da eleição para vice-governador
Numa eleição realizada pela Assembleia Legislativa de Santa Catarina, foram apurados trinta e dois votos nominais, dois votos em branco e onze abstenções, estas por parte do MDB.
| Candidatos a governador do estado | Candidatos a vice-governador | Número | Coligação             | Votação | Percentual |
| --------------------------------- | ---------------------------- | ------ | --------------------- | ------- | ---------- |
| Não havia -                       | Jorge Bornhausen ARENA       | -      | ARENA (sem coligação) | 32      | 94,12%     |
| Fontes:                           |                              |        |                       |         |            |